# Trường Trung học phổ thông chuyên Lê Hồng Phong, Thành phố Hồ Chí Minh
Trường Trung học phổ thông chuyên Lê Hồng Phong (tiếng Anh: Le Hong Phong High School for the Gifted) là một trường trung học phổ thông chuyên tại quận 5, Thành phố Hồ Chí Minh. Trường được thành lập năm 1927 và là một trong những trường cấp 3 đầu tiên được thực dân Pháp thành lập tại Sài Gòn, với tên ban đầu là Trường Trung học Pétrus Trương Vĩnh Ký (tên gọi này được Pháp đặt ra nhằm ghi danh của Trương Vĩnh Ký, một học giả Việt Nam). Sau năm 1975 thì trường đổi tên thành THPT chuyên Lê Hồng Phong, theo tên của một trong những Tổng Bí thư của Đảng Cộng sản Việt Nam.
Đây được xem là một trong năm trường trung học phổ thông chuyên có chất lượng giáo dục tốt nhất miền Nam hiện nay.

## Lịch sử

### Hình thành
Sau sự ra đời của trường Collège Chasseloup-Laubat (năm 1874) và trường Collège de Jeunes Filles Indigènes (1915), chính quyền thuộc địa Nam Kỳ mở thêm trường trung học tại Sài Gòn. Năm 1925, kiến trúc sư Hebrard de Villeneuve được giao nhiệm vụ vẽ đồ họa xây cho ngôi trường mới tại Chợ Quán (nay thuộc quận 5, thành phố Hồ Chí Minh). Ngày 28 tháng 11 năm 1927, Toàn quyền Đông Dương Alexandre Varenne ra nghị định thiết lập tại Chợ Quán một phân hiệu tạm thời của Collège Chasseloup Laubat dành cho học sinh người bản xứ lấy tên là Collège de Cochinchine. Phân hiệu này được đặt dưới sự điều hành của Ban Giám đốc Trường Chasseloup Laubat và một giáo sư phụ trách tổng giám thị của phân hiệu.

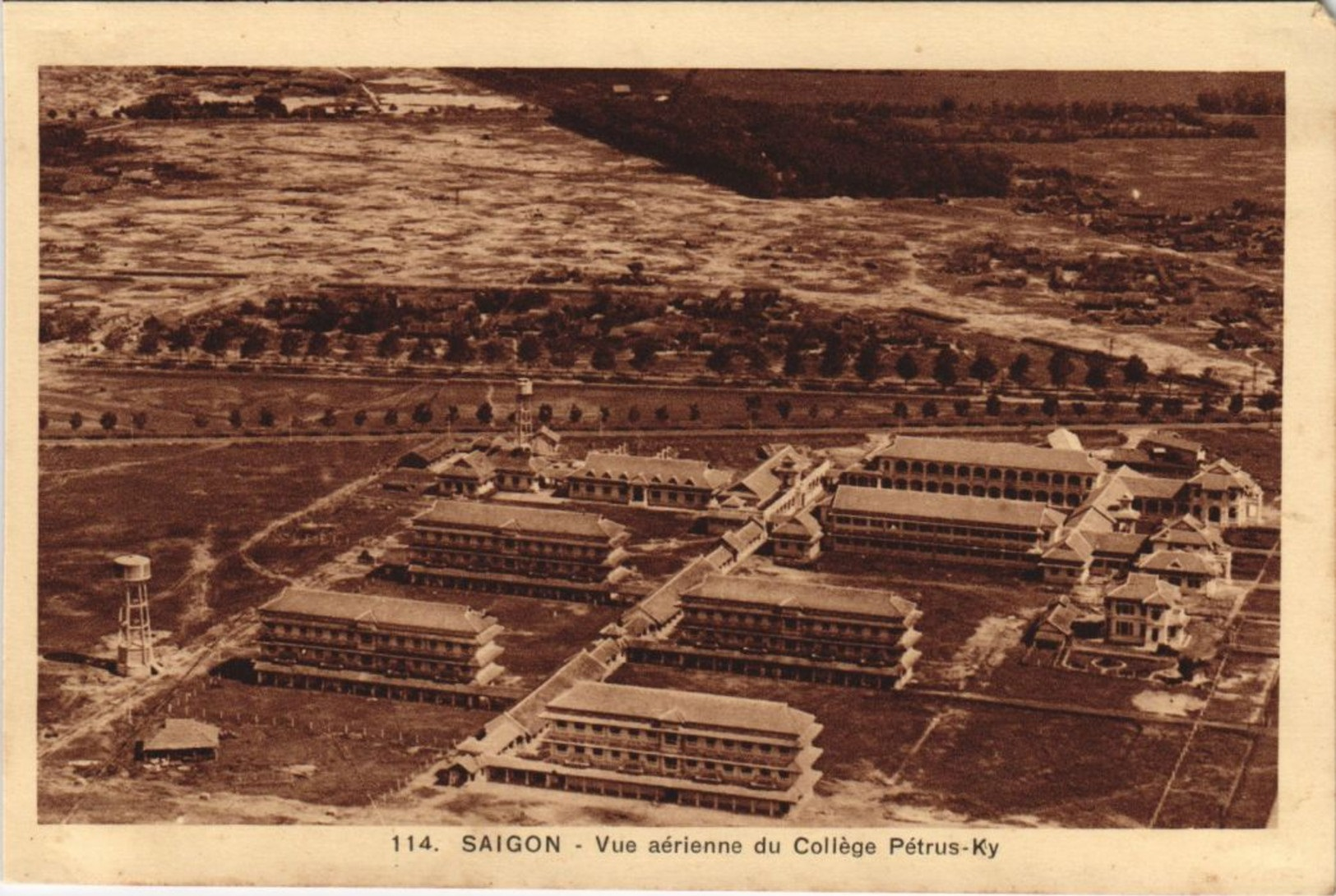
Trường Petrus Ký lúc xây dựng

Ngày 11 tháng 8 năm 1928, sau khi trường hoàn tất xây dựng, Toàn quyền Đông Dương tạm quyền René Robin ký nghị định số 3116 tại Chợ Quán, quy định rằng kể từ kỳ tựu trường 1928-1929, một trường Cao đẳng Tiểu học Pháp bản xứ chuyển giao phân hiệu tạm thời với hơn 200 học sinh của Collège Chasseloup Laubat và sáp nhập một hệ Trung học Đệ nhị cấp bản xứ (Lycée) vào ngôi trường. Trường chính thức khai giảng vào ngày 1 tháng 10 năm 1928. Tháng 12 năm 1929, nhân dịp khánh thành tượng đồng của nhà bác học Petrus Trương Vĩnh Ký ở công viên trước dinh Norodom (nay là Dinh Độc Lập), Thống đốc Nam Kỳ Blanchard de la Brosse chính thức đặt tên trường là Lycée Pétrus Trương Vĩnh Ký. Do đó, trường còn có tên gọi là Pétrus Ký, và tên này được sử dụng trong gần 50 năm.

### Hoạt động cổ vũ tinh thần yêu nước

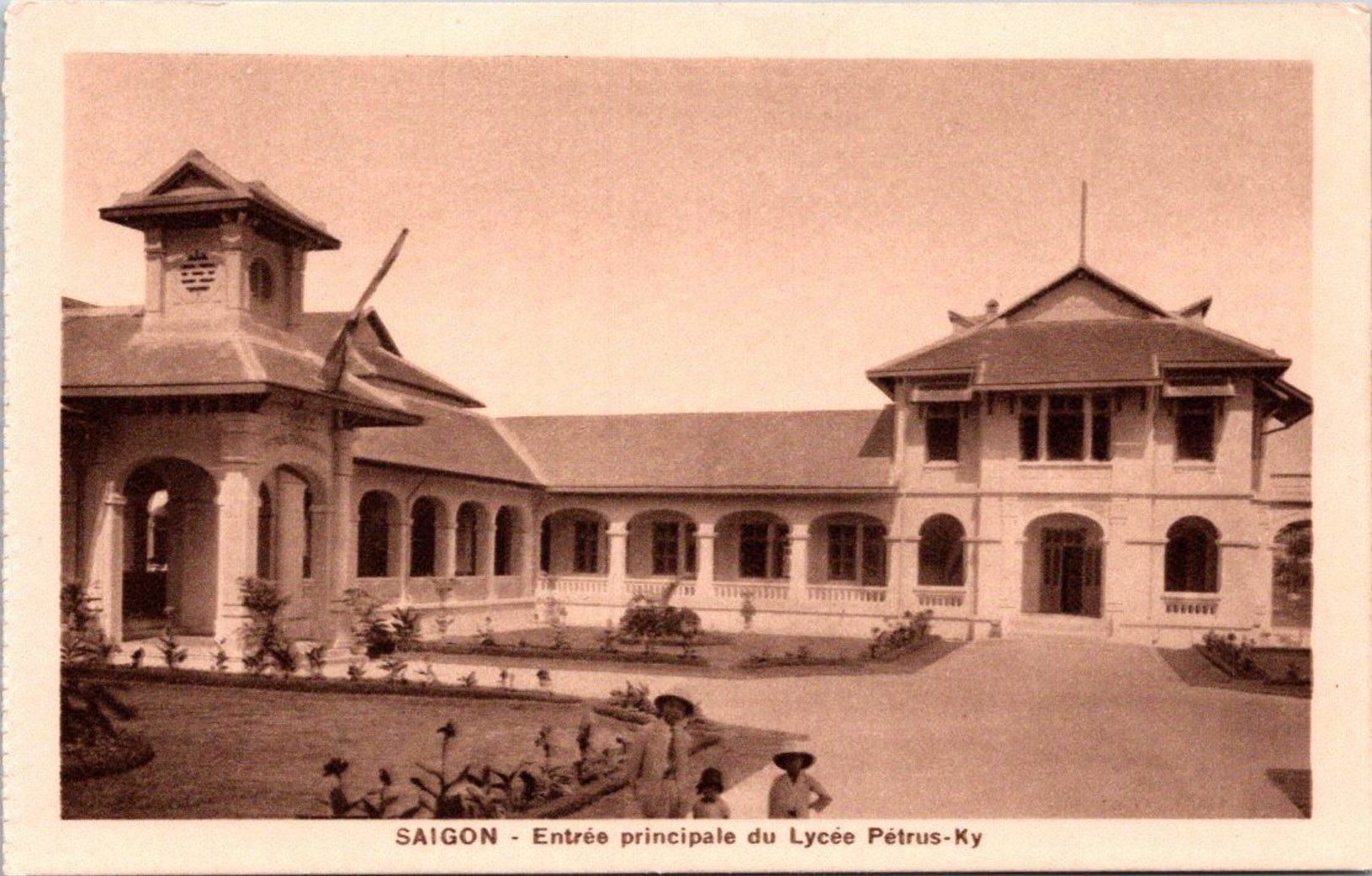
Một góc khuôn viên trường Pétrus Ký

Năm 1940, Câu lạc bộ học sinh trường Pétrus Ký (Solaclub) được thành lập. Câu lạc bộ đã tổ chức các hoạt động như văn nghệ, thể thao, cắm trại, với những sinh hoạt rất phong phú, tập hợp được đông đảo học sinh của trường và nhiều trường khác. Cũng tại đây, Lưu Hữu Phước và Mai Văn Bộ viết bài hát La Marche des Étudiants, tiền thân của bài Tiếng gọi thanh niên (về sau chế độ Việt Nam Cộng hòa sử dụng trái phép bài hát này để làm quốc ca).
Chỉ sau 1 năm, phong trào bị chính quyền thực dân cấm hoạt động do tuyên truyền các hoạt động yêu nước. Đến năm 1942, học sinh Pétrus Ký theo phong trào của học sinh sinh viên Hà Nội tập hợp nhau lấy tên là đoàn S.E.T (Section Exécution Tourisme). Đoàn S.E.T tổ chức theo kiểu hướng đạo, giáo dục lý tưởng sống lành mạnh, yêu nước, yêu dân tộc đang bị ngoại xâm thống trị và từ ý thức này gợi đến ý thức chống Đế quốc. Trong thời gian này, tại trường cũng có một số giáo sư âm thầm biểu lộ tình cảm yêu nước của mình qua tác phong bài giảng như Phạm Thiều, Lê Văn Chí, Trần Văn Thanh.
Năm 1942, trường di chuyển về trường sở Sư phạm Sài Gòn vì chiến cuộc nhưng không lâu sau lại mở cửa dạy học vào năm ấy tại trường sở cũ. Nhưng đến năm 1945, trường sở bị trưng dụng làm doanh trại của quân đội Nhật Bản. Trường phải dời về khu tiểu học Tân Định và sau đó ngưng hoạt động.
Ngày 1 tháng 4 năm 1946, sau khi Pháp tái chiếm Nam Bộ, trường mở cửa dạy lại trong Chủng viện đường Lucien Mossard (Đại Chủng Viện Thánh Giuse) và đến năm 1947, trở lại hoạt động nơi trường sở hiện tại.
Từ năm 1948, học sinh trường Pétrus Ký mở đầu phong trào đấu tranh đòi "Dạy và Học bằng Tiếng Việt", bãi bỏ chế độ thi hà khắc, chống khủng bố kiềm kẹp học sinh. Trong ngày tựu trường 10 tháng 9 năm 1949, học sinh các trường kết hợp với trí thức và cha mẹ học sinh đưa yêu sách yêu cầu Bộ giáo dục giải quyết ngay và tiến hành bãi khóa kéo dài 1 tháng. Sau kỷ niệm Nam Kỳ khởi nghĩa, chính quyền Pháp đàn áp và bắt giữ 2 học sinh Petrus Ký và 5 học sinh trường khác, châm ngòi cho phong trào đấu tranh của các trường ở Sài Gòn. Giám đốc Nha học chính Nam phần ra lệnh đóng cửa hai trường Pétrus Ký và Gia Long, sau đó ra lệnh cho học sinh làm đơn xin đi học lại. Học sinh vẫn tiếp tục đấu tranh với 3 yêu sách: 
1. Lập tức thả ngay những học sinh bị bắt.
2. Bảo đảm an ninh cho học sinh, không được khủng bố, bắt bớ vô cớ.
3. Mở các trường vô điều kiện, không phải làm đơn xin học lại.[12]

Hình ảnh lễ tang Trần Văn Ơn tại trường Pétrus Ký

Ngày 9 tháng 1 năm 1950, hơn 2.000 học sinh trường Pétrus Ký, Áo tím Gia Long, Kỹ thuật... kéo đến trụ sở Nha học chính biểu tình, đưa yêu sách đòi thả các học sinh bị bắt. Sau đó, đoàn biểu tình kéo đến dinh Thủ hiến Nam phần. Chính quyền thực dân ra lệnh giải tán, đàn áp đoàn biểu tình dữ dội. Lúc này đoàn biểu tình đã lên đến 50.000 người đã chống trả mãnh liệt. Cảnh sát nổ súng bắn vào đoàn biểu tình. Học sinh Trần Văn Ơn, trường Petrus Ký, bị tử trận. Ban đấu tranh của học sinh tổ chức bảo vệ xác Trần Văn Ơn ở bệnh viện Chợ Rẫy và sau đó tổ chức lễ tang trọng thể tại trường.
Ngày 12 tháng 1 năm 1950, toàn thành phố đình công bãi thị, tham dự đám tang Trần Văn Ơn. Học sinh các trường trung học Mỹ Tho, Cần Thơ, Huế, Hà Nội kéo về Sài Gòn tham dự. Hầu như toàn bộ học sinh các trường đều có mặt tại trường Pétrus Ký mang theo khẩu hiệu ghi tên, trường và khẩu hiệu phản đối chính quyền. Hơn 1 triệu người xuống đường đưa đám tang. Đây là đám tang lớn nhất Sài Gòn, kể từ sau đám tang của cụ Phan Chu Trinh năm 1925.
Ngày 14 tháng 7 năm 1954, học sinh trường phát động phong trào đòi độc lập dân chủ tại trường bằng hình thức vẽ khẩu hiệu trên tường, trên bảng; công khai bày tỏ thái độ ủng hộ Hiệp định Genève.

### Hoạt động thời Việt Nam Cộng hòa
Ngày 30 tháng 3 năm 1955, xung đột giữa quân chính phủ và lực lượng Bình Xuyên nổ ra. Công an xung phong của Bình Xuyên vào đóng tại trường Pétrus Ký. Đến ngày 30 tháng 4 năm 1955, quân chính phủ đánh bật được quân Bình Xuyên ra khỏi trường Pétrus Ký và các điểm khác. Ngày 1 tháng 5 năm 1955, học sinh Pétrus Ký thành lập Ủy ban cứu tế nạn nhân hỏa hoạn do chiến sự gây ra. Phong trào đã tập hợp được rất nhiều tiền bạc và vật chất giúp đỡ đồng bào.
Năm 1961, trường được hợp thức hóa để trở thành trường Trung Học Đệ Nhị Cấp, chương trình trung học Việt Nam.
Năm 1970, học sinh trường tổ chức từ bãi khóa đến xuống đường tham gia biểu tình, đánh chiếm tòa đại sứ Campuchia, phản đối hành động Lon Nol tàn sát Việt Kiều ở Campuchia. Đêm 5 tháng 9 năm 1970, học sinh Petrus Ký cùng học sinh sinh viên các trường tổ chức đêm không ngủ của phong trào đấu tranh đòi tự do dân chủ ở miền Nam.
Năm 1972, Nguyễn Thái Bình, cựu học sinh Petrus Ký, du học ở Mỹ đã công khai công kích chính quyền Mỹ trên diễn đàn nước Mỹ. Chính phủ Mỹ đã trục xuất anh khỏi nước Mỹ, và khi về đến Việt Nam, Nguyễn Thái Bình đã bị chết một cách bí ẩn trong "vụ án không tặc Nguyễn Thái Bình".
Ngày 30 tháng 4 năm 1975, sau khi Quân Giải phóng miền Nam tiến vào Sài Gòn, đã đặt Ban Quân quản Thành phố Sài Gòn tại trường, do tướng Trần Văn Trà đứng đầu, tại trường sở. Trường Trung học Pétrus Ký tạm thời đóng cửa đến tháng 7 năm 1975 thì mở cửa lại. Cuối tháng 9 năm 1975, các học sinh của trường học niên khóa 1974-1975 được dự thi bằng Trung Học Đệ nhất cấp và bằng Tú Tài.

### Sau năm 1975

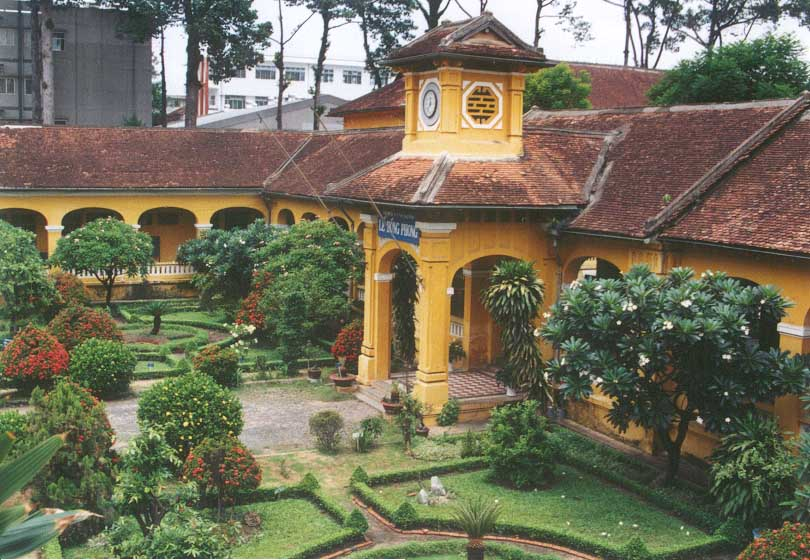
Trường trước khi được sơn lại.

Ngày 19 tháng 10 năm 1975 là ngày khai giảng năm học 1975-1976, năm học đầu tiên của trường dạy theo chương trình giáo dục mới. Trường cũng đổi tên thành trường Trung học cấp 2-3 Lê Hồng Phong. Từ năm học 1976-1977, trường không nhận học sinh vào lớp 6 (đệ thất cũ) và các lớp đệ lục, đệ ngũ, đệ tứ cũ lần lượt chấm dứt theo cuốn chiếu đến năm 1979.
Năm học 1980-1981, trường chính thức mang tên trường Phổ thông Trung học Lê Hồng Phong, và mở lớp 10 chuyên Toán đầu tiên tại trường, thu nhận 25 học sinh có năng khiếu Toán của thành phố, mở đầu cho truyền thống hiếu học sau 1975. Đến năm 1990, trường đổi tên thành Trung học Phổ thông Chuyên Lê Hồng Phong, với mục tiêu đào tạo, bồi dưỡng học sinh giỏi có năng khiếu dự thi Học sinh giỏi Quốc gia và Quốc tế.
Từ năm 1994-1995, trường được chọn làm Trung tâm Chất lượng Cao phía Nam, dành cho các học sinh trung học, và là nơi sáng lập ra kỳ thi học sinh giỏi hàng năm dành cho học sinh các tỉnh phía Nam từ Huế đến Cà Mau gọi là kỳ thi học sinh giỏi Olympic 30 tháng 4 dành cho học sinh khối 10 và 11, và tổ chức kỳ thi này trong 10/13 năm (có 2 năm tổ chức ở trường Lê Quý Đôn - Đà Nẵng. Năm 2007, tổ chức ở trường Quốc Học Huế, năm 2008 tiếp tục tổ chức tại trường Lê Hồng Phong với mục đích tạo điều kiện giao lưu giữa các học sinh giỏi và trao đổi chuyên môn giữa các thầy cô dạy lớp chuyên của các tỉnh phía Nam.

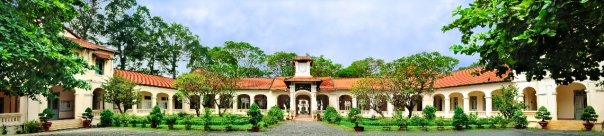
Khuôn viên trường, mặt trước.

### Danh sách hiệu trưởng
| Năm học   | Hiệu trưởng           |
| --------- | --------------------- |
| 1927-1929 | Sainte Luce Banchelin |
| 1929-1931 | Paul Valencot         |
| 1931-1933 | Andre Neveu           |
| 1933-1938 | Paul Valencot         |
| 1938-1944 | Le Jeannic            |
| 1944-1947 | Taillade              |
| 1947-1951 | Lê Văn Khiêm          |
| 1951-1955 | Phạm Văn Còn          |
| 1955-1957 | Nguyễn Văn Kính       |
| 1957-1958 | Nguyễn Văn Thơ        |
| 1958-1960 | Nguyễn Văn Trương     |
| 1960-1963 | Phạm Văn Lược         |
| 1963-1964 | Nguyễn Thanh Liêm     |
| 1964-1966 | Trần Ngọc Thái        |
| 1966-1969 | Trần Văn Thử          |
| 1969-1971 | Trần Ngọc Thái        |
| 1971-1971 | Trần Văn Nhơn         |
| 1971-1973 | Bùi Vĩnh Lập          |
| 1973-1975 | Nguyễn Minh Đức       |
| 1975-1977 | Nguyễn Văn Thiện      |
| 1977-1991 | La Thị Hạnh           |
| 1991-1997 | Nguyễn Hữu Danh       |
| 1997-2005 | Đặng Thanh Châu       |
| 2005-2014 | Võ Anh Dũng           |
| 2014-2019 | Nguyễn Thị Yến Trinh  |
| 2019-nay  | Phạm Thị Bé Hiền      |

## Kiến trúc
Trường THPT chuyên Lê Hồng Phong do kiến trúc sư Ernest Hébrard thiết kế, mang phong cách kiến trúc phương Tây kết hợp với văn hoá Á Đông tạo thành lối kiến trúc Đông Dương ở Nam Bộ, với không gian rộng rãi, thoáng mát và có nhiều cây xanh.
Mặt bằng chính của trường gồm ba dãy phòng học và một dãy hành lang trước mở ra sân lớn ở giữa. Các dãy phòng học có lầu, có hành lang rộng trước phòng học được trang trí theo kiểu khung vòm nguyên để tạo nhịp điệu cho toàn bộ công trình đem lại sự thông thoáng, tăng cường chiếu sáng tự nhiên, gợi lại một chút hình ảnh của kiến trúc Romanesque cổ xưa. Thay vì sử dụng lan can con triện theo kiểu kiến trúc Phục hưng Pháp, lan can hành lang trường được đục lỗ hoặc đặt gạch vuông thông gió để tăng sự thông thoáng. Công trình sử dụng hệ tường chịu lực, mái đỡ bằng hệ vì kèo thép, vươn ra ngoài để che mưa cho tường và hành lang, có sênô thoát nước mưa. Phần mái phía trên cùng mang hình ảnh con thuyền, gợi nhớ về mái đình làng Việt Nam. Cửa lá sách tăng cường sự thông thoáng là một trong những đặc trưng của kiến trúc trường học ở vùng nhiệt đới. Cửa sổ mở ra phía hành lang bố trí cao, nhỏ để tạo sự tập trung cho học sinh; cửa sổ mở ra phía ngoài công trình có kích thước lớn, tạo tầm nhìn rộng và có tác dụng thông thoáng và lấy sáng tự nhiên cho lớp học.
Mô típ trang trí theo kiểu Á Đông kết hợp với việc sử dụng những khối kỷ hà vuông, hộp khỏe khoắn của phong cách Art Déco đã tạo nên những đường nét đơn giản, ít rườm rà và mang màu sắc của kiến trúc bản địa. Hai bên phía trước lối vào sảnh chính có hai khối lớp học, bố cục giống như hai tòa Tả vu và Hữu vu của kiến trúc cổ Việt Nam.

## Cơ cấu tổ chức
Hiệu trưởng
- Phạm Thị Bé Hiền - Bí thư Chi bộ

Phó Hiệu trưởng
- Trương Thị Lệ Hà - Phó Bí thư Chi bộ
- Bùi Thị Bảo Ngọc - Chi Uỷ viên
- Trần Bảo Ngọc - Chi Uỷ viên

Các tổ chuyên môn
1. Tổ Toán: Thân Đức Minh
2. Tổ Vật lí: Phạm Vì Dân
3. Tổ Hóa học: Lê Quỳnh Liên
4. Tổ Sinh học: Lý Thị Bích Nhung
5. Tổ Tin học: Đỗ Phước Vận
6. Tổ Tiếng Anh: Vũ Mỹ Lan
7. Tổ Ngữ văn: Nguyễn Thị Ái Vân
8. Tổ Lịch sử: Nguyễn Thị Lắm
9. Tổ Địa lí: Đỗ Thị Hoài
10. Tổ Giáo dục Kinh tế - Pháp luật: Nguyễn Thị Bích Huyền
11. Tổ Pháp - Trung - Nhật: Nguyễn Quốc Cường
12. Tổ Thể dục: Lê Quang Nghĩa

## Thành tích
Từ năm 1982, trường đạt được 16 giải quốc tế của các môn học, gồm:
1. Lê Tự Quốc Thắng, HCV Olympic Toán Quốc Tế - IMO 1982.
2. Nguyễn Vĩnh Khanh, Hồ Trung Dũng, HCĐ Olympic Vật lý Quốc Tế - IPhO 1982.
3. Trần Thanh Hải, HCB Olympic Toán Quốc tế - IMO 1988.
4. Đoàn Hồng Nghĩa, HCĐ Olympic Toán Quốc tế - IMO 1989.
5. Nguyễn Hoàng Dũng, HCĐ Olympic Tin học Quốc tế - IOI 1989.
6. Nguyễn Thức Thành Tín, Hạng 1 Châu Á và Châu Mỹ La Tinh môn Pháp năm 1997.
7. Quách Vũ Đạt, HCĐ Olympic Hoá Quốc tế - IChO 1997.
8. Nguyễn Cao Nhã, HCB Olympic Hoá Quốc tế - IChO 1999.
9. Nguyễn Thị Hạnh Thuỳ, HCĐ Olympic Hoá Quốc tế - IChO 2000.
10. Nguyễn Thị Hạnh Thuỳ, HCB Olympic Hoá Quốc tế - IChO 2001.
11. Trương Liêm, HCB Olympic Sinh học Quốc tế - IBO 2001.
12. Nguyễn Phúc Diệu Hiền, HCV Olympic Tiếng Nga Quốc tế - IRLO 2004.
13. Vũ Trần Đình Duy, HCB Olympic Vật lý Châu Á - APhO 2013.
14. Trần Lê Quốc Khánh, HCĐ Olympic Sinh học Quốc tế - IBO 2014.
15. Phan Huỳnh Tuấn Kiệt, HCĐ Olympic Toán Quốc tế - IMO 2021.
16. Nguyễn Việt Phong, HCV Olympic Hoá Quốc tế - IChO 2022.

Từ năm 2013, hoạt động nghiên cứu khoa học kỹ thuật của học sinh bắt đầu được triển khai tại trường và đã đạt được kết quả cao tại các hội thi trong nước. Đặc biệt, nhiều dự án của học sinh được Bộ Giáo dục chọn tham dự và đạt thành tích cao tại Hội thi Khoa học và Kỹ thuật Quốc tế dành cho học sinh trung học - Intel ISEF - được tổ chức hàng năm tại Mỹ:
1. Trần Ngọc Châu, Trương Nhựt Cường, Nguyễn Phương Duy - Giải Tư năm 2013.
2. Trần Thị Diệu Liên và Nguyễn Nam Du - Giải Tư năm 2014.
3. Nguyễn Hoàng Ngân và Phạm Thanh Trúc - Giải Ba năm 2016.
4. Phạm Thiên Tân và Chử Hoàng Minh Đức - Giải Tư năm 2017.
5. Lê Minh Đức, Nguyễn Lê Trung Kiên, đạt giải đặc biệt do tổ chức USAID trao tặng năm 2023.
6. Nguyễn Lê Quốc Bảo, Lê Tuấn Hy - Giải Nhì năm 2024

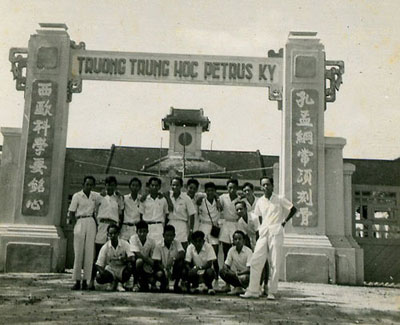
Trường Petrus Ký vào năm 1927-1929.

## Cựu học sinh nổi tiếng
Trường Pétrus Ký và tiếp nối truyền thống là trường Lê Hồng Phong là nơi đã đào tạo ra nhiều thế hệ học sinh và trong số đó đã có nhiều nhân vật nổi bật trong nhiều lĩnh vực, trường còn là nơi xuất thân của rất nhiều nhân vật nổi tiếng tại Việt Nam trong thế kỷ 20.
| Khoa học - Giáo dục - Trịnh Kim Ảnh - Nguyễn Thành Giung - Phạm Nam Hải - Huỳnh Sanh Thông - Nguyễn Phúc Bửu Hội - Trần Đại Nghĩa - Nguyễn Tấn Gi Trọng - Phạm Thiều - Lê Tự Quốc Thắng - Nguyễn Chơn Trung | Vui chơi - Giải trí - Nguyễn Đắc Dương (thí sinh thi olympia năm 1) - Trương Quang Huy (thí sinh thi olympia năm 4) | Quân sự - Huỳnh Văn Nghệ - Đỗ Cao Trí - Nguyễn Chơn - Nguyễn Văn Tàu - Lê Minh Đảo - Cao Hảo Hớn - Lâm Quang Thi | Chính trị - Xã hội - Dương Minh Châu - Nguyễn Văn Chì - Trần Văn Ơn - Huỳnh Tấn Phát - Nguyễn Văn Trấn - Trương Tấn Sang - Nguyễn Minh Triết - Trần Bạch Đằng - Lê Quang Vịnh - Nguyễn Thái Bình - Lê Quốc Phong | Văn hóa - Nghệ thuật - Trần Văn Khê - Tô Văn Tuấn (Bình Nguyên Lộc) - Nguyễn Văn Trấn - Nguyễn Xuân Hoàng - Mai Văn Bộ - Huỳnh Văn Tiểng - Lưu Hữu Phước - Nhà văn Lê Văn Nghĩa - Nguyễn Mỹ Ca - Lam Phương - Hoàng Thanh Tâm - Nguyễn Ngu Í - Trần Lê - Võ Hoài Phúc - Đỗ Đình Mạnh - Trần Lê Quỳnh - Cẩm Ly - Trương Minh Quốc Thái - Đức Tuấn - Hà Anh Tuấn - Nguyễn Võ Lan Trinh - Nguyễn Khoa Tóc Tiên - MC Việt Thảo - Nguyễn Văn Chung - Trần Nguyễn Uyên Linh - Orange - Á hậu Phạm Ngọc Phương Anh - Lương Tùng Quang |